# Vorovs'koho
Vorovs'koho  (ucraniano: Воровського) es una localidad del Raión de Mykolaivka en el Óblast de Odesa de Ucrania. Según el censo de 2001, tenía una población de 179 habitantes.